# Harri Rindell
Harri Rindell, född 17 januari 1954 i Helsingfors, är en finländsk före detta ishockeyspelare, numera ishockeytränare.
Den 5 mars 2009 skiljdes MODO Hockey och Harri Rindell åt efter att MoDo brutit kontraktet.
Anledningen var de uteblivna framgångarna och att man missade slutspelet säsongen 2008/2009.
Harri är numera klubblös. Tidigare har han tränat bland annat Mora IK